# Chá-chá-chá (música)
O chá-chá-chá ou chachachá é um gênero musical originado em Cuba e também uma dança homónima, considerada uma derivação do mambo.

## Origem
Como um gênero musical de dança, atribui-se a criação do cha-cha-chá ao compositor e violinista Enrique Jorrín, em 1953. Sua música “La Engañadora”, de 1951, é considerada o primeiro cha-cha-chá.
Desde sua concepção, a música do cha-cha-chá tem um simbólico relacionamento com os passos de dança, criados para o ritmo. O nome é onomatopéico, derivado do som ritmado do güiro (reco-reco) e dos pés dos dançarinos ao arrastá-los no chão. O estilo se tornou independente, com características próprias de música e dança

## Características
Odilio Urfé (1994:72) descreve o cha-cha-chá assim: “…monódico estilo com acentos do chotis madrileño Chótis e elementos rítmicos do mambo; mas com uma nova concepção estrutural”.
Olavo Alén (1994:87-8) enfatiza a herança que o cha-cha-chá recebeu do mambo.

## Desenvolvimento
Durante a década de 1950, o cha-cha-chá manteve sua popularidade graças ao empenho de muitos compositores cubanos que tinham familiaridade com a técnica do mambo, e que usaram sua criatividade com o '”cha-cha-chá”, como é o caso de Rosendo Ruiz, [Jr.] ("Los Marcianos" e "Rico Vacilón"), Félix Reina ("Dime Chinita," "Como Bailan Cha-cha-chá los Mexicanos"), Richard Egűes ("El Bodegulero" e "La Cantina") e Rafael Lay ("Cero Codazos, Cero Cabezazos")."(Alén 1994:88).
Santos (1982) considera a Orquesta Aragón (Rafael Lay e Richard Egűes) e a orquestra de José Fajardo como tendo particular influência sobre o desenvolvimento do cha-cha-chá. A emergência da TV e dos discos LP 33⅓ RPM foram fatores significativos para a popularidade internacional da música e da dança “cha-cha-chá”. (Santos 1982).
O cha-cha-chá foi primeiramente apresentado ao público com a charanga, uma típica dança cubana formada por uma flauta, instrumentos de corda, piano, baixo e percussão. A popularidade do cha-cha-chá também reviveu a popularidade desse tipo de orquestra (Alén 1994:87).

## Discografia
- Orquesta Enrique Jorrín; "Todo Chachacha"; Egrem CD-0044
- Johnny Pacheco; "Early Rhythms"; Musical Productions MP-3162 CD
- Various orchestras; "El chachachá me encanta"; Egrem CD-0503